# Massey Trophy Division 1
 Denne artikel bør gennemlæses af en person med fagkendskab for at sikre den faglige korrekthed.

Massey Trophy Division er en Engelsk fodboldliga.  Ligaens bedste manskab Royal Engineers AFC ellers er det en ganske lav liga.

## Eksterne links
- ArmyFA.com

| Fodbold | Spire Denne artikel om en fodboldturnering er en spire som bør udbygges. Du er velkommen til at hjælpe Wikipedia ved at udvide den. |